# The Lake Geneva Camp of the Y.M.C.A., Lake Geneva, Wis.
The Lake Geneva Camp of the Y.M.C.A., Lake Geneva, Wis. è un cortometraggio muto del 1913 diretto da J. Searle Dawley.

## Produzione
Il film - che venne girato nel Wisconsin, a Lake Geneva - fu prodotto dalla Edison Company.

## Distribuzione
Distribuito dalla General Film Company, il film - un cortometraggio di 120 metri - uscì nelle sale cinematografiche degli Stati Uniti il 13 gennaio 1913. Nelle proiezioni, veniva programmato con il sistema dello split reel, accorpato in un'unica bobina con un altro cortometraggio prodotto dalla Edison, la commedia The Office Boy's Birthday.